# James Cosmo
James Ronald Gordon Copeland, MBE (n. 24 mai 1948, Clydebank, Scoția, Regatul Unit), cunoscut ca James Cosmo, este un actor scoțian care a jucat în filme ca Highlander, Braveheart, Trainspotting, Troy, The Chronicles of Narnia: The Lion, the Witch and the Wardrobe, Ben-Hur și Wonder Woman sau în seriale de televiziune ca Game of Thrones și Sons of Anarchy.  

## Filmografie

### Film
| An   | Titlu                                                          | Rol                                   | Note                    |
| ---- | -------------------------------------------------------------- | ------------------------------------- | ----------------------- |
| 1969 | Battle of Britain                                              | Jamie                                 |                         |
| 1969 | The Virgin Soldiers                                            | Waller                                |                         |
| 1971 | Assault                                                        | Det. Sgt. Beale                       |                         |
| 1972 | Doomwatch                                                      | Bob Gillette                          |                         |
| 1972 | Young Winston                                                  | Officer on train                      |                         |
| 1972 | Sutherland's Law                                               | Ian Campbell                          | Film TV                 |
| 1972 | The Stone Tape                                                 | Cliff Dow                             | Film TV                 |
| 1982 | Living Apart Together                                          | Priest                                |                         |
| 1985 | Operation Julie                                                | Longfellow                            | Film TV                 |
| 1986 | Highlander                                                     | Angus Macleod                         |                         |
| 1988 | Stormy Monday                                                  | Tony                                  |                         |
| 1989 | The Nightwatch                                                 | James Smithson                        | Film TV                 |
| 1990 | Treasure Island                                                | Redruth                               | Film TV                 |
| 1990 | The Fool                                                       | Mr. Bowring                           |                         |
| 1995 | Braveheart                                                     | Campbell                              |                         |
| 1996 | Trainspotting                                                  | Mr. Renton                            |                         |
| 1996 | Emma                                                           | Mr. Weston                            |                         |
| 1997 | Santa/Claws                                                    | Santa Claus                           | Scurtmetraj             |
| 1998 | Urban Ghost Story                                              | Minister                              |                         |
| 1998 | Babe: Pig in the City                                          | Thelonius                             |                         |
| 1999 | Sunset Heights                                                 | Macdonald                             |                         |
| 1999 | The Match                                                      | Billy Bailey                          |                         |
| 1999 | Billy and Zorba                                                | Zorba                                 | Scurtmetraj             |
| 1999 | Split Second                                                   | Donald Paterson                       | Film TV                 |
| 1999 | One More Kiss                                                  | Frank                                 |                         |
| 2000 | Honest                                                         | Tommy Chase                           |                         |
| 2000 | Reflections Upon the Origin of the Pineapple                   | Narrator                              | Scurtmetraj             |
| 2000 | The Last of the Blonde Bombshells                              | McNab                                 | Film TV                 |
| 2001 | To End All Wars                                                | Lt. Col. Stuart McLean                |                         |
| 2001 | All the Queen's Men                                            | Archie                                |                         |
| 2002 | Once Upon a Time in the Midlands                               | Billy                                 |                         |
| 2002 | The Four Feathers                                              | Col. Sutch                            |                         |
| 2002 | The Reckoning                                                  | Lambert                               |                         |
| 2003 | Skagerrak                                                      | Robert                                |                         |
| 2003 | Man Dancin'                                                    | Donnie McGlone                        |                         |
| 2003 | Solid Air                                                      | Finn                                  |                         |
| 2004 | One Last Chance                                                | Big John                              |                         |
| 2004 | Troy                                                           | Glaucus                               |                         |
| 2005 | The Adventures of Greyfriars Bobby                             | James Brown                           |                         |
| 2005 | The Chronicles of Narnia: The Lion, the Witch and the Wardrobe | Father Christmas                      |                         |
| 2006 | Half Light                                                     | Finlay Murray                         |                         |
| 2006 | Slipp Jimmy fri                                                | HudMaSpecs                            | Versiunea engleză, voce |
| 2006 | The Lives of the Saints                                        | Mr. Karva                             |                         |
| 2007 | The Last Legion                                                | Hrothgar                              |                         |
| 2007 | The Seeker: The Dark Is Rising                                 | Dawson                                |                         |
| 2007 | Where Have I Been All Your Life                                | John                                  | Scurtmetraj             |
| 2007 | Comet Impact                                                   | Brenden Kelly                         | Film TV                 |
| 2009 | 2081                                                           | George Bergeron                       | Scurtmetraj             |
| 2009 | The Clan                                                       | Hector McGinley                       |                         |
| 2010 | One Night in Emergency                                         |                                       | Film TV                 |
| 2010 | Outcast                                                        | Laird                                 |                         |
| 2010 | Donkeys                                                        | Alfie                                 |                         |
| 2010 | The Runway                                                     | Sutherland                            |                         |
| 2010 | The Santa Incident                                             | Nick                                  | Film TV                 |
| 2011 | No Saints for Sinners                                          | Murphy                                |                         |
| 2011 | The Glass Man                                                  | Pecco                                 |                         |
| 2012 | Citadel                                                        | Priest                                |                         |
| 2012 | Songs for Amy                                                  | Murdo                                 |                         |
| 2013 | Get Lucky                                                      | Mr. Zigic                             |                         |
| 2013 | The Golden Scallop                                             | Judge Wellington                      |                         |
| 2013 | Hammer of the Gods                                             | Regele Bagsecg                        |                         |
| 2013 | Justin and the Knights of Valour                               | Blucher                               | Voce                    |
| 2013 | The Christmas Candle                                           | Herbert Hopewell                      |                         |
| 2013 | Sea Out                                                        | Old Joe                               | Scurtmetraj             |
| 2013 | Dying Light                                                    | Policeman                             |                         |
| 2014 | The Boogeyman                                                  | Dr. Harper                            | Scurtmetraj             |
| 2014 | We Still Kill the Old Way                                      | Arthur                                |                         |
| 2014 | Hole                                                           | Cooper                                | Scurtmetraj             |
| 2015 | Moonwalkers                                                    | Dawson                                |                         |
| 2015 | Carried                                                        | Henry Hunter                          | Scurtmetraj             |
| 2015 | The Legend of Barney Thomson                                   | James Henderson                       |                         |
| 2015 | The Pyramid Texts                                              | Ray                                   |                         |
| 2015 | Estranged                                                      | Albert                                |                         |
| 2016 | Project 12: The Bunker                                         | Brian Balanowsky                      |                         |
| 2016 | Breakdown                                                      | Albert Chapman                        |                         |
| 2016 | Mikelis                                                        | Mikelis                               | Scurtmetraj             |
| 2016 | Dark Signal                                                    | Alan                                  |                         |
| 2016 | Ben-Hur                                                        | Quintus                               |                         |
| 2016 | Whisky Galore! (2016 film)                                     | Macalister the Minister               |                         |
| 2016 | Tomorrow                                                       | Mr. Charles                           | Post-producție          |
| 2016 | Monochrome                                                     | Roger Daniels                         |                         |
| 2016 | Eliminators                                                    | Cooper                                | Post-producție          |
| 2017 | London Heist                                                   | Ray Dixon                             |                         |
| 2017 | T2: Trainspotting                                              | Mr. Renton                            |                         |
| 2017 | Wonder Woman                                                   | Field Marshall Haig                   |                         |
| 2017 | The Ten Bells                                                  | Inspector Collins                     | Annunțat                |
| 2018 | In Darkness                                                    | Niall                                 |                         |
| 2018 | Outlaw King                                                    | Robert de Brus, 6th Lord of Annandale |                         |
| 2018 | Ashes in the Snow                                              | Mr. Stakas                            |                         |

## Legături externe
- James Cosmo la Internet Movie Database

## Vezi și
- Listă de actori scoțieni